# 南然达亚
南然达亚是巴西巴拉那州的一个市镇。总面积187.6平方公里，总人口20131人，人口密度107.3人/平方公里。